# Tridiscus oetvoesi
Tridiscus oetvoesi är en insektsart som beskrevs av Ferenc Kozár och Footit 1992. Tridiscus oetvoesi ingår i släktet Tridiscus och familjen ullsköldlöss. Inga underarter finns listade i Catalogue of Life.